# هیو تامپسون
هیو کلاورز تامپسون جونیور (۱۵ آوریل ۱۹۴۳–۶ ژانویه ۲۰۰۶) کاپیتان ارتش آمریکا و پیش از آن افسریار گردان ۱۲۳ نیروی هوایی، لشکر بیست و سوم پیاده بود که به سبب نقش مؤثرش در پایان دادن به کشتار مای لی در روستای سون می (Sơn Mỹ) ویتنام، در شانزدهم مارس ۱۹۶۸ شناخته می‌شود.
در جریان کشتار مای لی، تامپسون و خدمه هلیکوپتر تحت فرمان او شامل گلن آندرئوتا و لارنس کولبرون با تهدید نیروهای آمریکایی و مسدود کردن مسیر آن‌ها با هلیکوپتر خود، جلوی قتل عده‎ای را گرفتند. این گروه علاوه بر آن، مستقیماً عده‌ای از غیرنظامیان ویتنامی را به نقطه‌ای خارج از منطقهٔ جنگی منتقل کردند. تامپسون که برای اسکورت هوایی نیروهای پیاده بر فراز روستا پرواز می‌کرد متوجه وقوع کشتار غیرنظامیان شد و طی چند تماس رادیویی وقوع کشتار را به افسران مافوق حاضر در محل گزارش کرد، اما هیچ اقدامی از سوی ایشان انجام نشد. او پس از رساندن یک پسربچه خردسال به بیمارستان، گزارش کشتار را به مافوق خود در مرکز فرماندهی گروه رزمی بارکر ارائه کرد. بلافاصله پس از گزارش تامپسون، سرهنگ دوم فرانک ا.بارکر دستور توقف عملیات تجسس و انهدام در روستا را داد.
تامپسون در سال ۱۹۷۰ علیه مسببان کشتار مای لی شهادت داد. بیست و شش افسر و سرباز وظیفه شامل ویلیام کالی و ارنست مدینا به بزه جنایی متهم، اما همگی تبرئه یا بخشیده شدند. عده زیادی در بدنه دولت و ارتش ایالات متحده به علاوه بسیاری از مردم، تامپسون را به سبب نقشش در محاکمه مسببان کشتار مای لی نکوهش و او را طرد کردند. تامپسون اختلال استرسی پس از ضایعه روانی، کابوسهای شدید، طلاق و اعتیاد به الکل را تجربه کرد. اما علی‌رغم تمام ناملایمات تا سال ۱۹۸۳ در خدمت ارتش باقی ماند و شغل خود را به عنوان خلبان هلیکوپتر حفظ کرد.

## زندگی‌نامه

### سال‌های آغازین

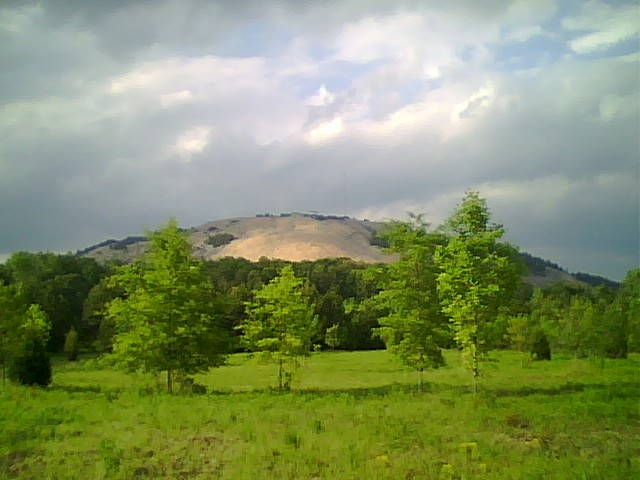
استون مانتین، جورجیا، ایالات متحده

هیو کلاورز تامپسون جونیور در ۱۵ آوریل سال ۱۹۴۳ در آتلانتای ایالت جورجیا در ایالات متحده متولد شد. او فرزند وسی و هیو کلاورز تامپسون بود. مادربزرگ پدری او یک بومی آمریکایی از نژاد خالص چروکی بود. اجداد او قربانیان سیاست‌های پاکسازی قومی ناشی از قانون جابه‌جایی سرخ‌پوستان (به انگلیسی: Indian Removal Act)و به ویژه رد اشک (به انگلیسی: Trail of Tears) بودند.
هیو کلاورز تامپسون پدر، برق‌کار بود و طی جنگ جهانی دوم در نیروی دریایی آمریکا خدمت کرد.
خانوادهٔ تامپسون در سال ۱۹۴۶ از آتلانتا به استون مانتین در جرجیا نقل مکان کرد. فرزند اول و تنها برادر هیو، توماس که در سال ۱۹۳۸ به دنیا آمده بود نیز طی جنگ ویتنام در نیروی هوایی خدمت کرد. تامپسون عضو پیشاهنگی پسران آمریکا بود و خانوادهٔ او از اعضای فعال کلیسای اسقفی (ایالات متحده آمریکا) به شمار می‌رفتند. پدر خانواده بر تربیت منظم و بی‌نقص پسرانش تأکید بسیار داشت. کل خانواده نژادپرستی و تبعیض قومی رایج در کشور را خوش نداشتند و به خانواده‌های زیادی از اقلیت‌های قومی کمک می‌کردند. تامپسون از نوجوانی برای کمک به خانوادهٔ طبقهٔ کارگرش کار می‌کرد.
تامپسون در سال ۱۹۶۱ از دبیرستان فارغ‌التحصیل شد. پس از آن یه نیروی هوایی پیوست و در یک گردان تعمیر و نگهداری سیّار نیروی دریایی در پایگاهی در آتلانتا به عنوان متصدی ماشین‌آلات سنگین مشغول به کار شد. در سال ۱۹۶۳ ازدواج کرد و سال بعد از خدمت ارتشی مرخص شد تا زندگی خانوادگی آرام خود را در استون مانتین آغاز کند. او با اخذ گواهی، کار خود را به عنوان مدیر بنگاه کفن و دفن آغاز کرد. با آغاز جنگ ویتنام تامپسون بر اساس حس وظیفه به ارتش بازگشت.
او در سال ۱۹۶۶ در ارتش ایالات متحده ثبت نام کرده و دورهٔ تعلیم پرواز افسریاری را در تگزاس و آلاباما گذراند. تامپسون در اواخر سال ۱۹۶۷ در حالی که بیست و پنج سال داشت به ویتنام اعزام شد و به گردان هوایی صد و بیست و سوم، لشکر بیست و سوم پیاده پیوست.

## مداخله در کشتار مای لی

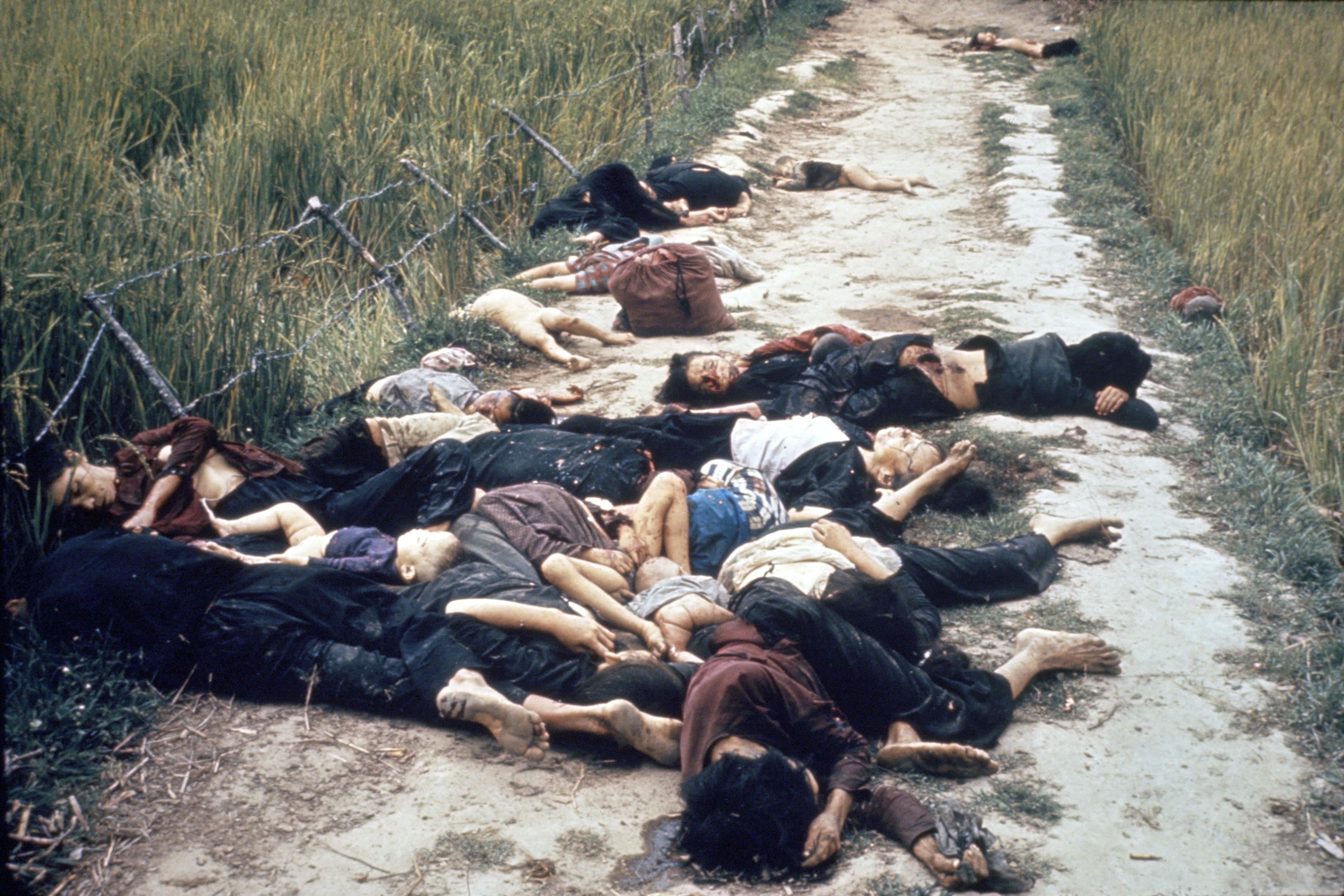
اجساد غیرنظامیان ویتنامی، کشتار مای لی، سون می، استان کنگ نگای، ۱۶ مارس، 1968, Ronald L. Haeberle Photograph

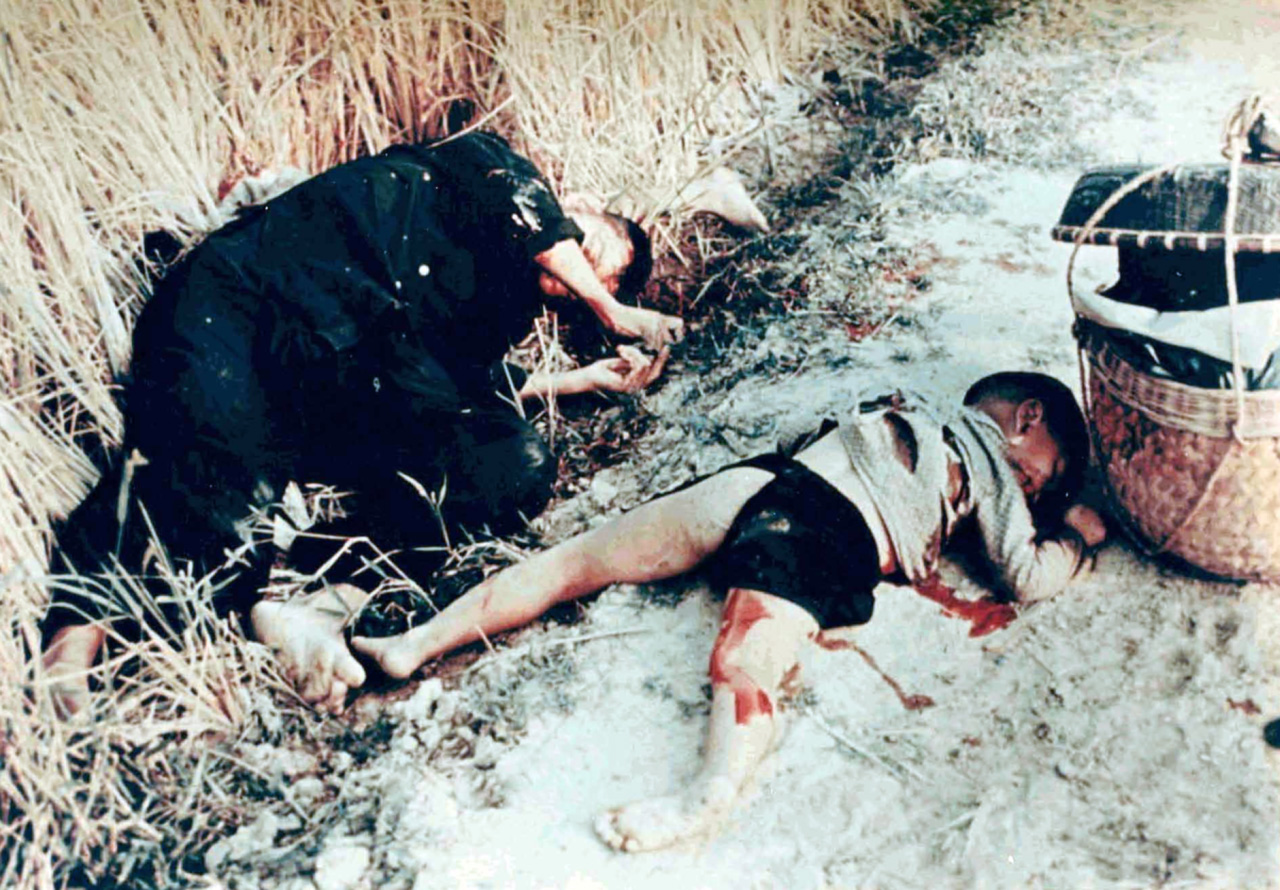
جسد یک مرد و دو کودک (ترونگ نام و ترونگ تای سو), کشتار مای لی، سون می، استان کنگ نگای، ۱۶ مارس، 1968, Ronald L. Haeberle Photograph

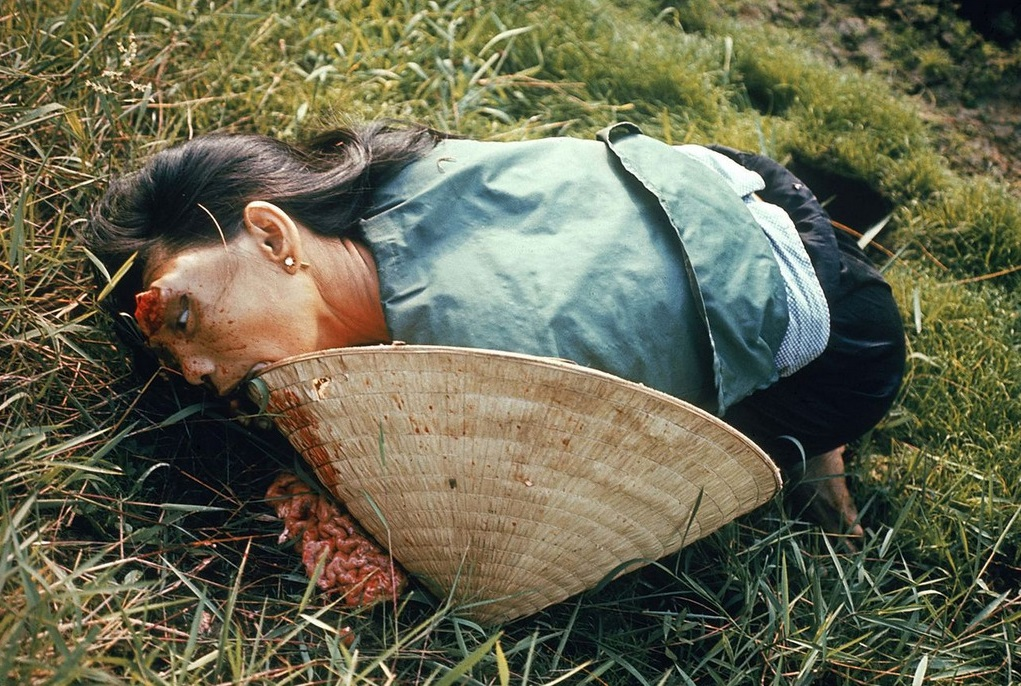
تامپسون و هم‌قطارانش تلاش کردند نگویین تای تائو (در عکس دیده می‌شود) را نجات دهند، اما ارنست مدینا، فرمانده کمپانی سی، او را در مقابل چشمانشان به قتل رساند., ۱۶ مارس، 1968. Ronald L. Haeberle Photograph

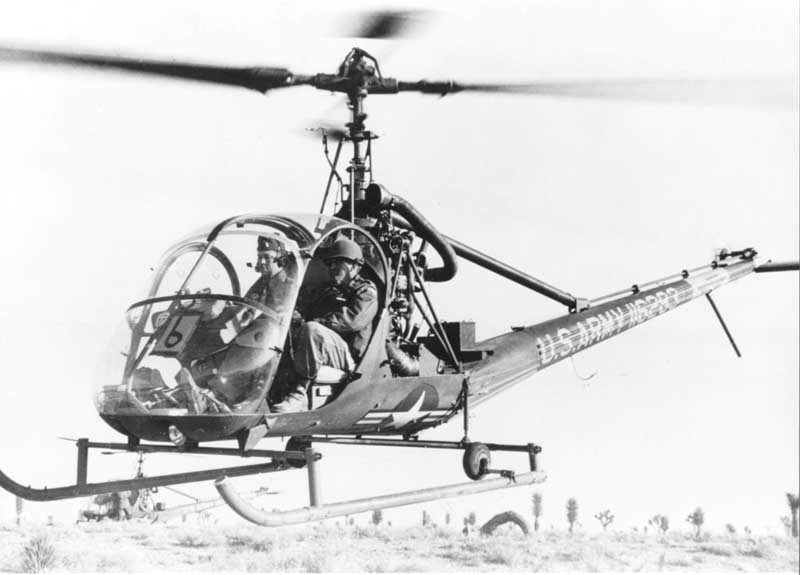
Hiller OH-23 Raven هلیکوپتر سبک شناسایی، مشابه هلیکوپتر تامپسون حین کشتار.

در ۱۶ مارس ۱۹۶۸، از مرکز فرماندهی بارکر به تامپسون و خدمهٔ هلیکوپتر دیده‌بانی مدل Hiller OH-23 Raven شامل گلن آندرئوتا (ارشد خدمه) و لاری کالبرون (توپچی)، مأموریت پشتیبانی عملیات تجسس و انهدام در سون می واقع در استان کنگ نگای در ویتنام جنوبی داده شد. ارتش ایالات متحده روستای سون می (و چهار دهکدهٔ تشکیل دهندهٔ آن شامل مای لی، مای خه، کو لوی و تو کونگ) محل تجمع ویت‌کنگها می‌دانست.
اطلاعات ارتش در مورد حضور ویت‌کنگ‌ها در سون می نادرست بود: اهالی روستا عمدتاً خانواده‌های برنج‌کار غیرمسلح و بی‌طرف بودند. در پروازهای شناسایی (از جمله پرواز تامپسون) که در حوالی سون می انجام شد، نشانه‌ای از حضور دشمن مشاهده نشد. بدون هیچ گزارش اطلاعاتی معتبری، ارتش ایالات متحده سان می را گلوله‌باران کرده و غیرنظامیان بسیاری را کشت. بعد از گلوله‌باران، هنگ بیستم پیادهٔ ارتش یکم فرماندهی بارکر معروف به چارلی کمپانی یا کمپانی سی، به رهبری کاپیتان ارنست مدینا به سان می وارد شدند.
افسران و سربازان کمپانی سی پس از ورود به سان می، با حرکت در روستا و اطراف آن به کشتار غیرنظامیان، تجاوز جنسی و آتش‌افروزی دست زدند. دستهٔ یکم کمپانی سی به فرماندهی ستوان ویلیام لاوز کالی جونیور. بین ۷۰ تا ۸۰ روستایی، عمدتاً زن و کودک را وادار به تجمع در یک خندق کردند. اعضای دسته سپس با چاقو، نارنجک، سرنیزه و سلاح‌های سبک این روستاییان را کشتار کردند.
تامپسون در یک کنفرانس دانشگاهی که با موضوع مای لی در سال ۱۹۹۴ در دانشگاه تولان برگزار شد، چنین گفت: «پرواز ما مدام می‌رفت و برمی‌گشت، ما خیلی زود متوجه انبوه اجساد شدیم که همه جا پراکنده شده بود. هر طرف را که نگاه می‌کردیم، جسد می‌دیدیم: جسد نوزاد، بچه‌های دو، سه، چهار و پنج ساله، زن، مردهای خیلی پیر. خلاصه این که هیچ کدامشان در سن خدمت ارتشی نبودند.»
تامپسون و هم‌قطارانش در ابتدا تصور کردند که کشتار غیرنظامیان نتیجهٔ آتش‌باری توپخانه است. اما وقتی متوجه قتل‌عام غیرنظامیان شدند که به گفتهٔ لاری کولبرون شاهد قتل زن مجروحی به دست فرمانده عملیات، کاپیتان مدینا بودند. خدمهٔ پرواز تقاضای انتقال درمانی زن را داده بودند.
«دختر جوانی را دیدیم، حدوداً بیست ساله که افتاده بود روی علف‌ها. می‌دیدیم که مسلح نیست و از سینه زخمی شده. با دود نشانه‌گذاریش کردیم، چون یک جوخه دیده بودیم که داشت نزدیک می‌شد. دود سبز بود به این معنا که نزدیک شدن به سوژه بی‌خطر است، معنی قرمز برعکس است. ارتفاع پرواز ما کمتر از دو متر بود و وقتی کاپیتان مدینا رسید از او کمتر از شش متر و نیم فاصله داشتیم. مدینا به او لگد زد، یک قدم برگشت عقب و کار دختر را تموم کرد. درست جلوی چشم ما. وقتی کار مدینا را دیدیم، ناگهان فهمیدیم: این‌ها بچه‌های ما بودند و داشتند آدم می‌کشتند.»
بلافاصله بعد از این اعدام بود که تامپسون متوجه خندق پر از قربانیان کالی شد. تامپسون با هلیکوپترهای همراه خود و نیز مرکز فرماندهی تماس گرفت: «به نظرم می‌اید این پایین کشتار غیرضروری به میزان بالا در جریان است. یک چیزی غلط است. همه جا پر از جسد است. ما یک خندق پر از جسد دیدیم. یک جای کار می‌لنگد.» تامپسون متوجه حرکتی در خندق شد که نشان دهندهٔ حضور انسانی زنده در آن بود. او بلافاصله نشست تا به قربانیان کمک کند. ستوان کالی به تامپسون نزدیک شد و این دو گفتگوی ناخوشایندی را آغاز کردند.

تامپسون: اینجا چه خبر است ستوان؟
کالی: به خودم مربوط است.
تامپسون:این چه وضعی است؟ اینها کی اند؟
کالی:من تابع دستورم.
تامپسون:دستور؟ دستور کی؟
کالی: من تابعم…
تامپسون: اینها انسان هستند، غیرنظامی و غیرمسلح، قربان.
کالی: ببین تامپسون، اینجا زمین بازی من است. من مسئولم. به تو ربطی ندارد.
تامپسون:آره، بازیت حرف ندارد.
کالی: بهتر است برگردی تو هلیکوپترت و سرت هم به کار خودت باشد.
تامپسون: واایستا و تماشا کن!

وقتی تامپسون با کالی صحبت می‌کرد، سروان دیوید میچل زیردست کالی، به سمت خندق آتش گشود و هر کسی را که حرکت می‌کرد کشت. تامپسون و هم‌قطارانش در حالتی از شوک و ناباوری به هلیکوپتر برگشته و شروع به جستجو کردند تا غیرنظامیانی که می‌توانند را نجات دهند. آن‌ها در شمال غرب دهکده گروهی شامل زنان، کودکان و افراد مسن را دیدند که در حال فرار از دستهٔ دوم کمپانی سی بودند. تامپسون که دریافته بود افراد دسته قصد کشتار این روستاییان را دارند، پرندهٔ خود را بین روستاییان و دسته فرود آورد. و به افرادش دستور داد که اگر افراد دستهٔ دوم قصد کشتن روستاییان را داشتند، به سمت آن‌ها شلیک کنند. در حالی که آندرئوتا و کولبرون به سمت افراد دستهٔ دوم نشانه رفته بودند، تامپسون روستاییان را راضی کرد که به دنبال او بیایند. در نهایت او با کمک دو خلبان دیگر از دوستانش، روستاییان را از محل تخلیه کرد.
تامپسون به سبب کمبود سوخت، مجبور شد به باند تدارکاتی موقتی، کیلومترها دورتر از دهکده مراجعه کند. پیش از خروج آن‌ها از دهکده، آندرئوتا متوجه حرکتی در خندق پر از جسد شد. به نقل از ترنت انگرز در «قهرمان فراموش شدهٔ مای لی: داستان هیو تامپسون» (۲۰۱۴):
«هلیکوپتر دور زد و سریعاً نزدیک لبهٔ خندق نشست. آندرئوتا که محل جنبش را از نظر دور نکرده بود، به محض فرود از هلیکوپتر بیرون جهید. تامپسون و کالبرون در دو سوی هلیکوپتر به نگهبانی ایستاده بودند. آندرئوتا برای رسیدن به نقطهٔ مورد نظر خود مجبور بود روی چندین جسد پاره‌پاره شده قدم بگذارد. بچهٔ پنج یا شش ساله زیر جسدی یا چندین سوراخ گلوله در سینه پیدا شد. کودک غرق خون و به شدت شوکه بود.» 
خدمهٔ تامپسون تنها بازماندهٔ خندق، دو با (Do Ba) را به بیمارستانی در کنگ نگای منتقل کردند.
بعد از انتقال کودک به بیمارستان، تامپسون به مرکز فرماندهی پرواز کرد و در نهایت خشم کشتار را به مافوق خود گزارش داد. گزارش او به سرعت به سرهنگ دوم فرانک بارکر، فرمانده کل عملیات رسید. او سریعاً با نیروهای حاضر در صحنه تماس گرفت و دستور توقف «کشتار» را داد. بعد از سوختگیری هلیکوپتر، خدمه به روستا بازگشتند تا از توقف کشتار و تخلیهٔ مجرحان اطمینان حاصل کنند.

### بعد از کشتار
تامپسون گزارش رسمی واقعه را ارائه کرد و توسط سرهنگ اُران هندرسون (فرمانده تیپ یازدهم پیاده که هنگ بیستم جزئی از آن بود) مصاحبه شد. افسران ارشد ارتش بیست و سوم پیاده، عملیات مشابهی (مای لی ۱، مای لی ۵ و …) را که در مرکز فرماندهی بارکر طرح شده بود ملغی کردند و به این ترتیب از قتل‌عام صدها و شاید هزاران غیرنظامی ویتنامی در کنگ نگای، پیشگیری شد.
در آغاز، فرماندهان در رده‌های مختلف سلسله مراتب فرماندهی، با موفقیت روی کشتار سرپوش گذاشتند. به تامپسون برای عملکردش در مای لی مدال صلیب پرواز ممتاز اهدا شد. روایتی که در تقدیرنامهٔ اهدای مدال ذکر شد، ساختگی بود. برای مثال تامپسون برای «... نجات کودک ویتنامی که بین تبادل آتش سنگین دو طرف گیر افتاده بود»، ستایش شده بود. تامپسون تقدیرنامه را دور انداخت.
تامپسون اجرای پروازهای شناسایی را ادامه داد. هلیکوپترهای او در مجموع، هشت بار توسط دشمن هدف قرار گرفته و در چهار مورد نابود شدند. در آخرین مورد، آتش‌بار مسلسل دشمن او را زمینگیر کرد و در طی فرود اضطراری، کمر تامپسون شکست. این پایان حضور تامپسون در جبههٔ ویتنام بود. او را به بیمارستانی در ژاپن منتقل کردند تا دورهٔ درمان طولانی خود را آغاز کند. او در تمام دوران زندگی از آسیب‌های روانی ناشی از جنگ، رنج می‌برد.
وقتی خبر کشتار در رسانه‌ها منعکس شد، تامپسون طی بازپرسی رسمی پنتاگون گزارش خود را به سرهنگ ویلیام ویلسون و سپهبد ویلیام ر. پیرز ارائه کرد. در اواخر سال ۱۹۶۹، تامپسون را به واشنگتن فرا خواندند تا در جلسهٔ دادرسی غیرعلنی کمیتهٔ خدمات جنگ‌افزاری داخلی (به انگلیسی: House Armed Services Committee) حاضر شود. تامپسون در این جلسه به شدت مورد انتقاد نمایندگان کنگره به ویژه رئیس جلسه، ل. مندال ریورز (به انگلیسی: L. Mendel Rivers) قرار گرفت، که بسیار کوشیده بود توجهات را از بحث وقوع کشتاری توسط نظامیان آمریکا منحرف کند. ریورز در نشریات اعلام کرد که از نظر او تامپسون تنها سربازی در ماجرای مای لی است که باید (به سبب نشانه رفتن به سوی هم‌رزمان) محاکمه شود. او طی تلاشی ناموفق، کوشید تامپسون را به دادگاه نظامی بکشد.
بسیاری به تامپسون به سبب شهادت علیه اعضای ارتش آمریکا، بهتان زدند. تامپسون در سال ۲۰۰۴ و در برنامهٔ تلویزیونی شصت دقیقهٔ شبکهٔ سی‌بی‌اس گفت: «با تلفن تهدید به مرگ می‌شدم… تو ورودی خونه‌ام حیوان مرده می‌انداختن بعضی صبحا بیدار که می‌شدم تو ورودی خونه حیوونای تکه‌تکه شده انداخته بودن.»
تامپسون بعد از حضور در ویتنام، به عنوان مربی خلبان به فورت راکر منتقل شد و بعدها به صورت مستقیم درجه کاپیتانی گرفت. او در سال ۱۹۸۳ از ارتش بازنشسته شد.

## بعد از خدمت نظامی
تامپسون به عنوان خلبان هلیکوپتر در صنایع نفتی، در خلیج مکزیک مشغول به کار شد. در سال ۱۹۸۸ مایکل بیلتون (به انگلیسی:Michael Bilton)یک تهیه کنندهٔ مستند انگلیسی از تلویزیون یورکشایر، موفق شد با تامپسون از طریق مادرش تماس بگیرد. در آن زمان هیچ ردپایی از زندگی اجتماعی تامپسون یافت نمی‌شد. بیلتون موجب شد تماس بین تامپسون و لاری کالبرون بعد از ۱۶سال مجدداً برقرار شود. هر دوی آن‌ها پیشتر برای یافتن هم تلاش کرده بودند. تامپسون در لافایت در لوئیزیانا و کالبرون در آتلانتای جورجیا زندگی می‌کرد. این دو خیلی زود با هم دیدار کردند. آشنایی بیلتون و تامپسون سرآغاز دوستی این دو تا زمان مرگ تامپسون بود.
کالبرون و تامپسون هر دو موافقت کردند که برای فیلم چهار ساعت در مای لی (۱۹۸۹)(که در شبکهٔ PBS با نام مای لی را به خاطر داری؟ پخش شد) مصاحبه شوند. این فیلم یک جایزهٔ بفتا و یک جایزهٔ امی در بخش بین‌الملل گرفت. مصاحبه، غلبهٔ تامپسون بر اندوه ناشی از آنچه در مای لی دیده بود و حس عجزی ناشی از ناتوانی در پیشگیری از را نشان می‌داد. در گام بیلتون و همکارش کوین سیم (یه انگلیسی:Kevin Sim) تحقیق برای نوشتن کتاب «چهار ساعت در مای لی» را آغاز کردند که در سال ۱۹۹۲ منتشر و آغازگر کارزاری برای شناساندن قهرمانی تامپسون و هم‌قطارانش شد. شخصیت‌های برجسته‌ای در ارتش ایالات متحده و همین‌طور رئیس جمهور جرج بوش (پدر) از این کارزار حمایت کردند. تامپسون و کالبرون برای سخنرانی‌های متعددی در حوزهٔ اخلاق جنگ دعوت شدند. طی یکی از این سخنرانی‌ها در کالج کانتیکات در نیولندن به هر دوی آن‌ها دکترای افتخاری اهدا شد. بیلتون نیز در این مراسم حضور داشت.
در سال ۱۹۹۸، تامپسون و کالبرون به مای لی بازگشتند و با برخی کسانی که نجات داده بودند دیدار کردند، از جمله دو زن از گروهی که دستهٔ دوم بروکز قصد کشتار آن‌ها را داشتند.
او تا سال ۲۰۰۵، مشاور دپارتمان امور کهنه‌سربازان ایالت متحده در لوئیزیانا بود.

## مرگ
پس از یک دورهٔ طولانی مبارزه با سرطان، دستگاه‌های نگهدارندهٔ تامپسون را خاموش کردند، او در ششم ژانویهٔ ۲۰۰۶ در پاینویل، لوئیزیانا در شصت و دو سالگی درگذشت. کولبرون از آتلانتا آمده بود تا بر بالین او حاضر باشد.
تامپسون در لافایت لوئیزیانا با تشریفات کامل نظامی به خاک سپرده شد. در هشتم فوریه، چارلز بوستانی، نمایندهٔ کنگره، بیانیه‌ای قرائت و از تامپسون به عنوان یک قهرمان واقعی آمریکایی تجلیل کرد.

## هم‌قطاران
گلن آندرئوتا اندکی بعد از کشتار مای لی در ۸ آوریل ۱۹۶۸ در حالی که تنها ۲۰ سال داشت طی عملیاتی هوایی درگذشت. او بر اثر اصابت یک تیر مستقیم به سر، که از سوی ویت‌کنگهای پیاده شلیک شده بود کشته شد.
لارنس کالبرون بعد از جنگ ازدواج کرد و صاحب یک پسر شد. او در اورگن کسب و کاری در حوزهٔ تعمیر تجهیزات اسکی و در آتلانتا در حوزهٔ فروش تجهیزات ارتوپدی به راه انداخت. کالبرون روز ۱۳ دسامبر سال ۲۰۱۶ بر اثر سرطان و در ۶۷ سالگی درگذشت.

## یادبود و سپاس
سی سال پس از کشتار و در سال ۱۹۹۸، از تامپسون و دو خدمه هلیکوپتر تحت فرمان او گلن آندرئوتا و لارنس کولبرون، با اهدای مدال سرباز تجلیل شد، البته آندرئوتا تنها سه هفته بعد از کشتار، در عملیات دیگری کشته شده بود. این مدال بالاترین نشان ارتش آمریکا برای ابراز شجاعت در موارد تماس غیرمستقیم با دشمن است. در همان سال تامپسون و کولبرون برای دیدار با بازماندگان به سون می بازگشتند. این دو در سال ۱۹۹۹، جایزهٔ «وجدان دلاور» بنیان Peace Abbey را نیز دریافت کردند.
در سال ۱۹۹۹، تامپسون و کالبرون به طور مشترک گروه «استون واک» را سرپرستی کردند. این گروه سنگی یک تنی را با حکاکی «قربانیان غیرنظامی گمنام جنگ» از بوستن تا گورستان ملّی آرلینگتون هل دادند. در سال ۲۰۱۰ بنیاد هیو تامپسون به افتخار نقش او در توقف کشتار مایی لی تأسیس شد. مطالعهٔ زندگی‌نامهٔ او با عنوان «قهرمان فراموش شدهٔ مای لی: داستان هیو تامپسون» به پرسنل ارتش آمریکا توصیه شده است.

## مطالعهٔ بیشتر
- Peers Inquiry: Report of the Department of the Army Review of the Preliminary Investigations into the My Lai Incident (1969).